# A Voz da Figueira
Die Zeitung A Voz da Figueira (dt.: Die Stimme von Figueira) ist eine Lokalzeitung aus dem portugiesischen Seebad Figueira da Foz.

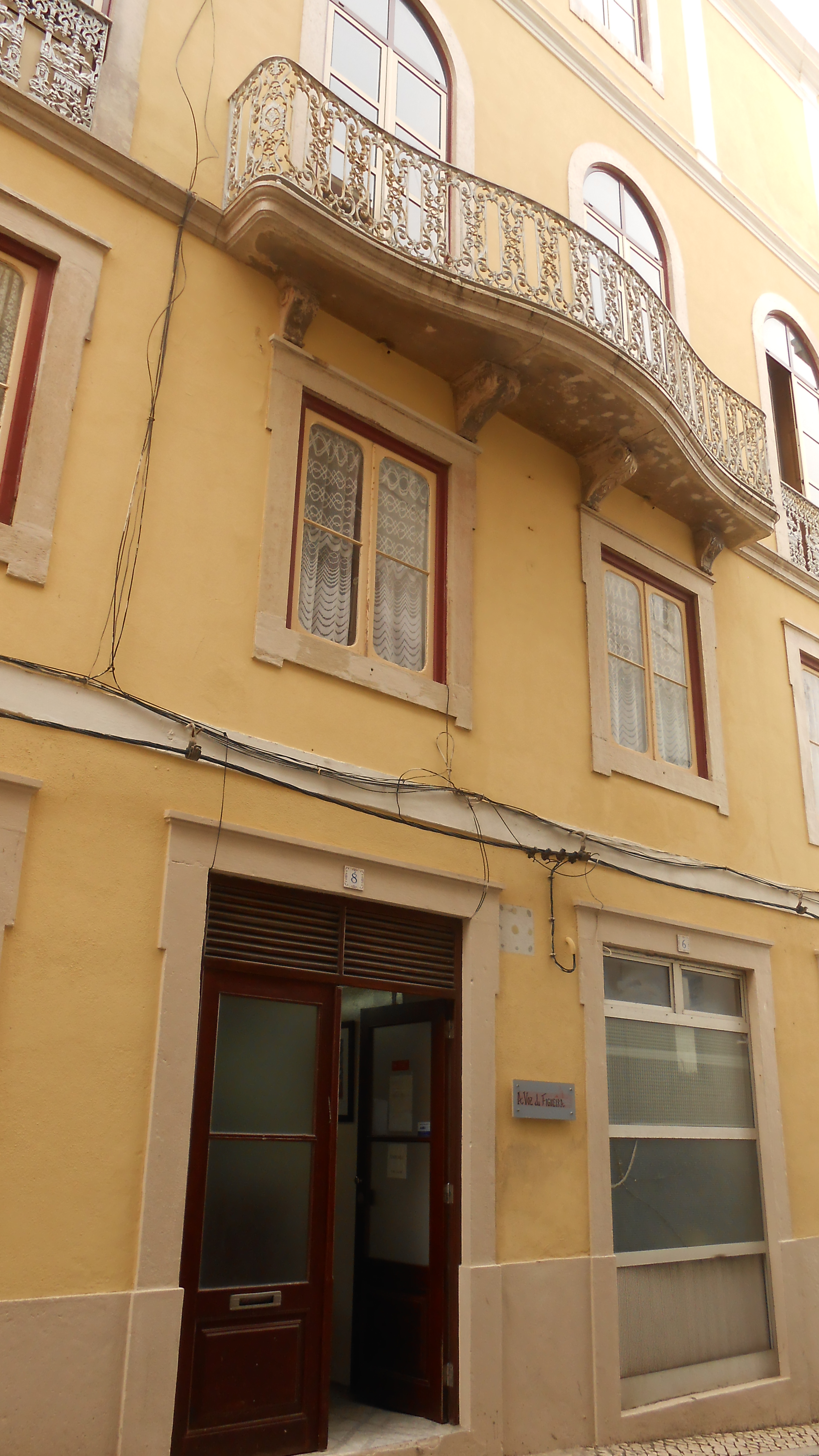
Gebäude der A Voz da Figueira nahe dem Platz Largo do Carvão

## Geschichte
Im Jahr 1928 gründete José Maria de Carvalho den Druck- und Grafikbetrieb Empresa Escola Gráfica Figueirense – José Maria de Carvalho & F.ºs, den er bis zum Mai 1987 leitete. 1953 gab er die erste Ausgabe der Zeitung A Voz da Figueira heraus. Erster Chefredakteur war Ernesto Tomé.

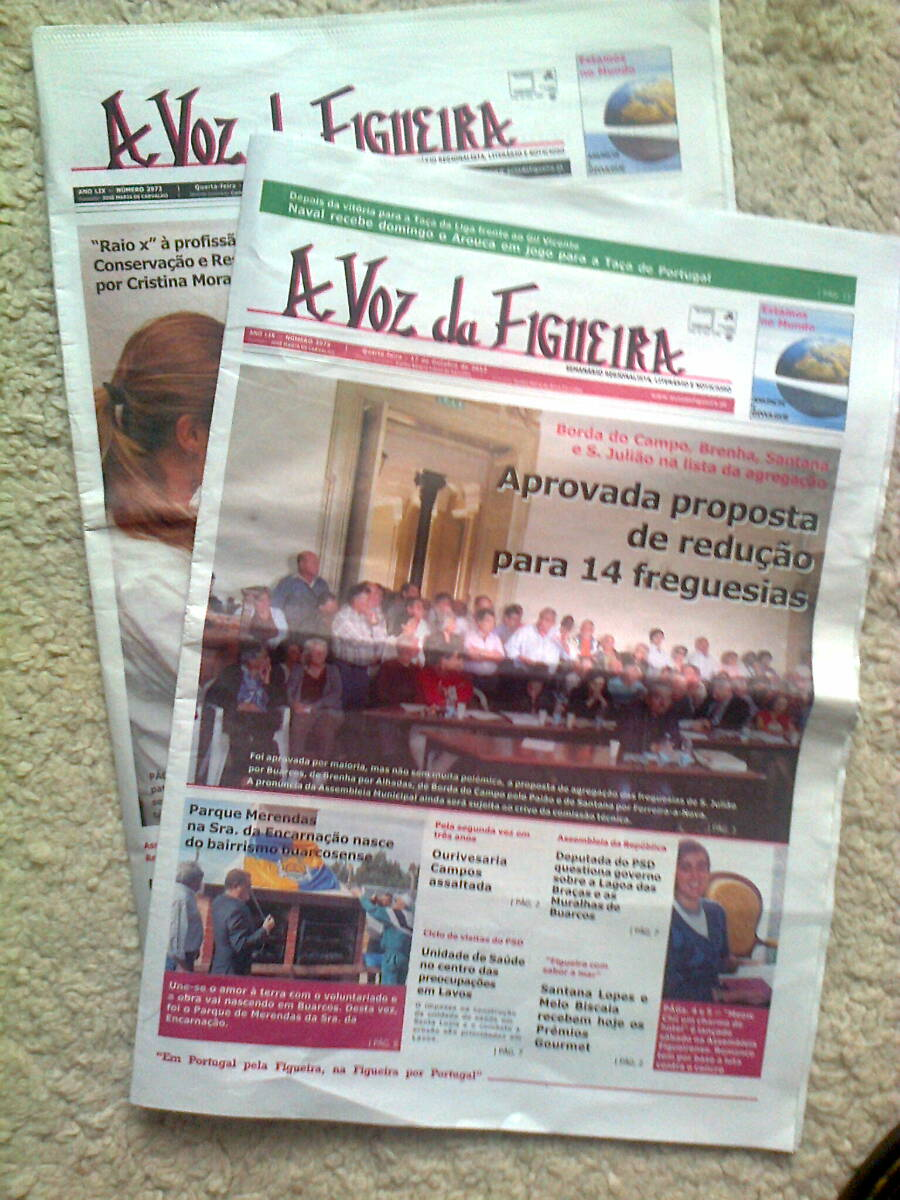
Ausgaben der Voz da Figueira (2012)

Ab 1987 war der Sohn des Firmengründers Herausgeber, Carlos Alberto Lopes Carvalho. 1999 änderte das Unternehmen seine Firmierung in A Voz da Figueira – Edição de Publicações Periódicas, Ldª. Seit dem 9. Januar 2003 übernahm mit Isabel Maria Silva Carvalho die dritte Familiengeneration die Firmenleitung. Sie ist Herausgeberin und Chefredakteurin.

## Inhalt
Die Zeitung berichtet über politische, kulturelle, und wirtschaftliche Geschehnisse aus dem Kreis (Concelho) Figueira, aber auch über ihn betreffende politische Entscheidungen auf Distrikt- und Landesebene u. ä. Eine Seite wird Lokalnachrichten aus den einzelnen Gemeinden (Freguesias) gewidmet, zwei werden dem Sport gewidmet, neben Lokalsport besonders über die Profi-Fußballabteilung der Naval 1º de Maio und der Basketballmannschaft des Ginásio Clube Figueirense. Dazu werden verschiedene eigene Leitartikel zu lokalen und nationalen Themen abgedruckt.
Die Zeitung bringt im Allgemeinen ausschließlich selbstrecherchierte Artikel, die gelegentlich auch regional, national und international zitiert werden.

## Kennzahlen
A Voz da Figueira erscheint wöchentlich, donnerstags, in einer Auflage von 8.300 Stück. Es ist die größte Zeitung am Ort. Sie finanziert sich überwiegend über den Verkaufspreis von 0,85 Euro (Inlands-Jahresabo: 26,- Euro), drei Viertel der 16 Seiten bleiben gänzlich werbefrei.
Die Firma ist in Familienbesitz. 25 % des Stammkapitals werden von der Herausgeberin Isabel Maria Silva Carvalho gehalten, 75 % von Maria Madalena F. Silva Carvalho, ihrer Mutter und Witwe des vorherigen Herausgebers, Carlos Alberto Lopes Carvalho.